# Tour de France 2009/18. Etappe
Die 18. Etappe der Tour de France 2009 am 23. Juli war ein 40,5 Kilometer langes Einzelzeitfahren.
Es war das dritte und letzte Zeitfahren der Tour 2009 und verlief rund um den Lac d’Annecy. Bestandteil war eine Bergwertung der 3. Kategorie.

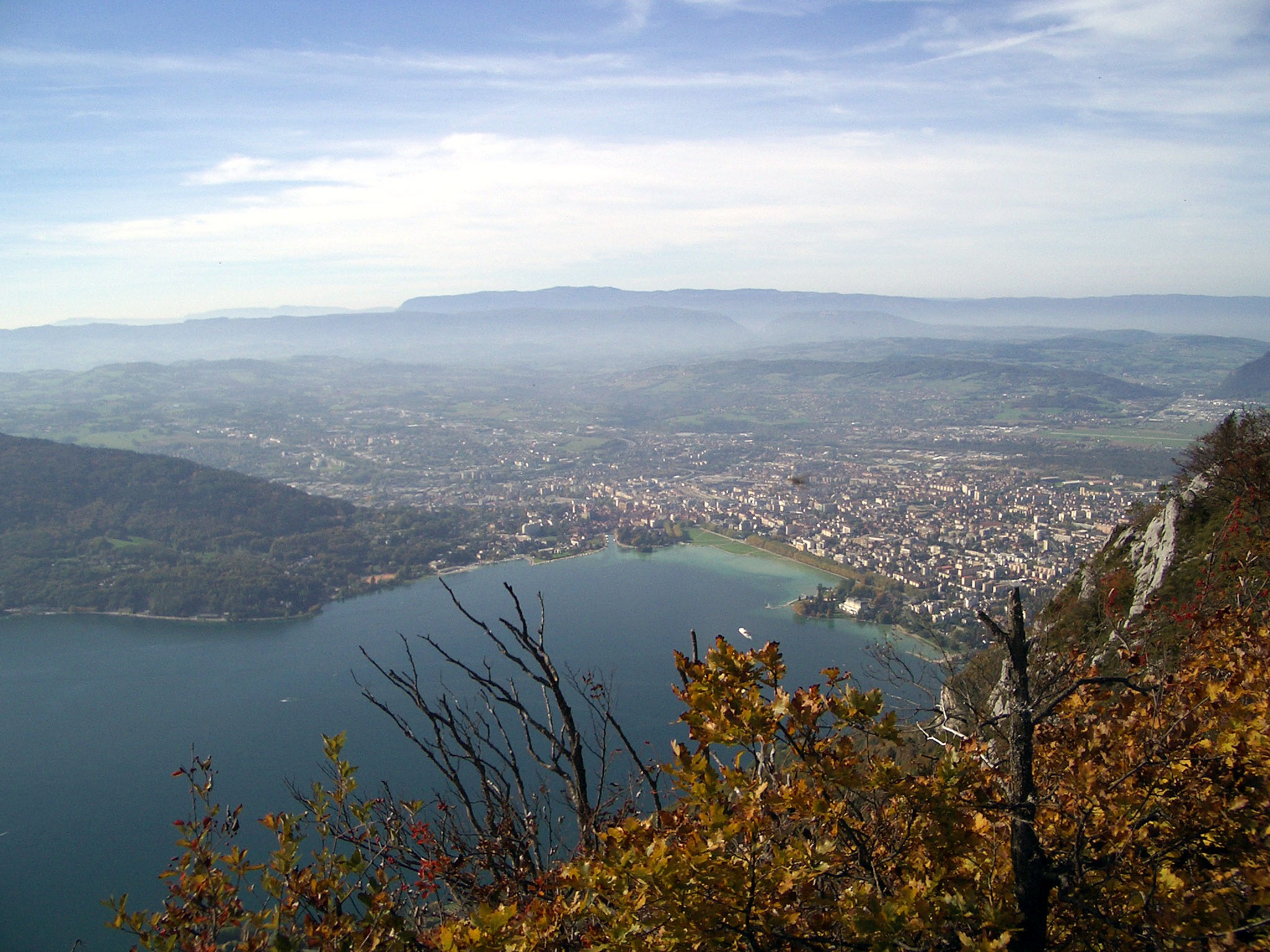
Annecy und sein See

Der Rundkurs war 40,5 Kilometer lang und enthielt eine Steigung. Gestartet wurde in umgekehrter Reihenfolge des Gesamtklassements vom Vortag mit drei Minuten Zeitabstand, so dass der erste Fahrer um 11 Uhr und die beiden führenden Andy Schleck und Alberto Contador als letzte Starter um 16:45 Uhr im doppelten Sinn gegen die Uhr (um den See) fuhren.
Auf diese Weise waren mit dem 77. Starter, Fabian Cancellara (Startzeit 13:42 Uhr, der Beste des ersten Zeitfahrens), bereits um 14:30 Uhr bei dessen Zieleinlauf eine gute Vergleichszeit für die beiden Zwischenzeitmesspunkte (Doussard (nach 18 km) und Menthon) (28,5 km; bis dort waren auch die 205 m Steigung der 3. Kategorie zu überwinden) und die Ziellinie für alle weiteren Fahrer mit Gewinnabsichten auf das Gelbe Trikot bekannt. Seine Endzeit war dann 48:33 Minuten. Contador konnte mit seinem Sieg seine Führungsposition in der Gesamtwertung festigen.

## Zwischenzeiten
- 1. Zwischenzeitmesspunkt in Doussard (Kilometer 18; 529 m ü. NN)

| Erster  | Alberto Contador    | 20:02 min |
| Zweiter | Bradley Wiggins     | +0:18 min |
| Dritter | Michail Ignatjew    | +0:19 min |
| Vierter | Lance Armstrong     | +0:27 min |
| Fünfter | Fabian Cancellara   | +0:37 min |
| Fünfter | Andreas Klöden      | gl. Zeit  |
| Siebter | David Zabriskie     | +0:41 min |
| Achter  | Tony Martin         | +0:42 min |
| Neunter | Bert Grabsch        | +0:44 min |
| Neunter | Andy Schleck        | gl. Zeit  |
| Neunter | David Millar        | gl. Zeit  |
| Neunter | Gustav Erik Larsson | gl. Zeit  |
- 2. Zwischenzeitmesspunkt in Talloires (Kilometer 25; 511 m ü. NN)

| Erster  | Michail Ignatjew      | 28:25 min |
| Zweiter | Alberto Contador      | +0:03 min |
| Dritter | Bradley Wiggins       | +0:10 min |
| Vierter | Gustav Erik Larsson   | +0:17 min |
| Fünfter | Luis León Sánchez Gil | +0:18 min |
| Fünfter | Fabian Cancellara     | gl. Zeit  |
| Siebter | Tony Martin           | +0:20 min |
| Siebter | Bert Grabsch          | gl. Zeit  |
| Siebter | David Zabriskie       | gl. Zeit  |
| Zehnter | Christophe Moreau     | +0:25 min |
- 3. Zwischenzeitmesspunkt auf der Côte de Bluffy (Kilometer 28,5; 734 m ü. NN)

| Erster   | Alberto Contador      | 36:50 min |
| Zweiter  | Bradley Wiggins       | +0:30 min |
| Dritter  | Michail Ignatjew      | +0:35 min |
| Vierter  | Christophe Moreau     | +0:42 min |
| Fünfter  | Luis León Sánchez Gil | +0:43 min |
| Sechster | Fabian Cancellara     | +0:46 min |
| Sechster | Andreas Klöden        | gl. Zeit  |
| Achter   | Gustav Erik Larsson   | +0:49 min |
| Neunter  | Cadel Evans           | +1:02 min |
| Zehnter  | David Zabriskie       | +1:03 min |
- 4. Zwischenzeitmesspunkt in Annecy-le-Vieux (Kilometer 37; 560 m ü. NN)

| Erster   | Alberto Contador      | 45:07 min |
| Zweiter  | Fabian Cancellara     | +0:15 min |
| Dritter  | Michail Ignatjew      | +0:24 min |
| Vierter  | Gustav Erik Larsson   | +0:41 min |
| Fünfter  | Bradley Wiggins       | +0:42 min |
| Sechster | Luis León Sánchez Gil | +0:48 min |
| Siebter  | David Millar          | +0:49 min |
| Achter   | Christophe Moreau     | +0:50 min |
| Neunter  | Andreas Klöden        | +0:53 min |
| Zehnter  | David Zabriskie       | +1:03 min |

## Punktewertung
- Ziel in Annecy (Kilometer 40,5; 500 m ü. NN)

| Erster   | Alberto Contador  | 15 Pkt. |
| Zweiter  | Fabian Cancellara | 12 Pkt. |
| Dritter  | Mikhail Ignatiev  | 10 Pkt. |
| Vierter  | Gustav Larsson    | 8 Pkt.  |
| Fünfter  | David Millar      | 6 Pkt.  |
| Sechster | Bradley Wiggins   | 5 Pkt.  |
| Siebter  | Luis Sánchez      | 4 Pkt.  |
| Achter   | Christophe Moreau | 3 Pkt.  |
| Neunter  | Andreas Klöden    | 2 Pkt.  |
| Zehnter  | David Zabriskie   | 1 Pkt.  |

## Bergwertung
- Côte de Bluffy, Kategorie 3 (Kilometer 28,5; 734 m ü. NN; Länge des Anstiegs 3,7 km à 6 %)

| Erster  | Cadel Evans      | 4 Pkt. |
| Zweiter | Alberto Contador | 3 Pkt. |
| Dritter | Pierrick Fédrigo | 2 Pkt. |
| Vierter | Andreas Klöden   | 1 Pkt. |